# Félix Marie Ghebre Amlak
Compléments
Félix Marie Amlak est le fondateur du monachisme cistercien oriental en Ethiopie
Le Vénérable Félix Marie Ghebre Amlak (en religion Abba Hayle Mariam), né le 23 juin 1895 à Juffa (Érythrée) et mort le 8 juin 1934 à Sora (Italie) était un prêtre de l’Église catholique éthiopienne et moine cistercien à Casamari. Fondateur en Éthiopie du monachisme cistercien oriental, il mourut en odeur de sainteté. Le procès en vue de sa béatification est ouvert.

## Biographie
Né de parents éthiopiens catholiques orientaux le 23 juin 1895 dans le village de Juffa Érythrée, alors sous domination italienne, Félix reçoit une bonne éducation chrétienne. A 12 ans il entre au petit séminaire de Cheren et, le 22 septembre 1918, est ordonné prêtre pour le clergé séculier oriental.  
Ouvert et actif dans l’œcuménisme Ghebre Amlak souhaite rapprocher de l’Église catholique les chrétiens monophysites et orthodoxes de son pays et même, si possible rétablir leur union à Rome. Comme les éthiopiens ont un grand respect pour la vie monastique il souhaite continuer son travail en Éthiopie comme moine. 
Envoyé en 1925  à Rome comme directeur spirituel des séminaristes du 'Collège éthiopien', il s’intéresse à la tradition bénédictine et étudie la théologie monastique. Il prend conseil auprès de Dom Ildefonso Schuster, abbé du monastère bénédictin de Saint-Paul-hors-les-murs.    
L’abbaye cistercienne de Casamari accepte son projet de fondation monastique dans son pays natal. Il entre donc là comme novice le 7 décembre 1930. On rapporte qu’au moment d’entrer au monastère il en baisa le seuil en disant : « Ce sont les portes du paradis ». Un groupe de 12 jeunes candidats éthiopiens se joignent à lui en 1931.
Deux ans plus tard, en 1933, il souffre de tuberculose. La maladie est incurable et déjà fort avancée. On lui permet de faire sa profession monastique définitive le 4 avril 1934, huit mois avant la date prévue. Il meurt deux mois plus tard, le 8 juin 1934, fête du Sacré-Cœur, alors qu’il est hospitalisé à Sora, une ville voisine du monastère. Ses dernières paroles sont : « Jésus, je vous aime et veux vous aimer, toujours ». Félix Marie Ghebre Amlak est enterré dans le cimetière de l’abbaye de Casamari.

## Vénération et souvenir
- Bientôt d’autres jeunes éthiopiens entrent au monastère de Casamari en vue de fonder des communautés cisterciennes en Éthiopie. Aujourd’hui (2014) il y a cinq monastères cisterciens dans son pays natal.
- Dès après sa mort, un mouvement de vénération de dessine parmi le clergé éthiopien et érythréen. Une enquête préliminaire sur sa vie et vertus est faite : elle dure de 1956 à 1960. La cause de sa béatification est officiellement acceptée par le Saint-Siège en 1969. Depuis 1980 les investigations se poursuivent, pilotées par le diocèse de Sora (Italie) et l’archéparchie d'Asmara (Érythrée). Le 24 mars 1992 le pape Jean-Paul II le déclare ‘Vénérable’.